# Little Ambergris Cay
L'île de Little Ambergris Cay est une île de l'archipel des Caïcos, dépendantes du territoire des Îles Turques-et-Caïques.